# Santo Sínodo de Milão

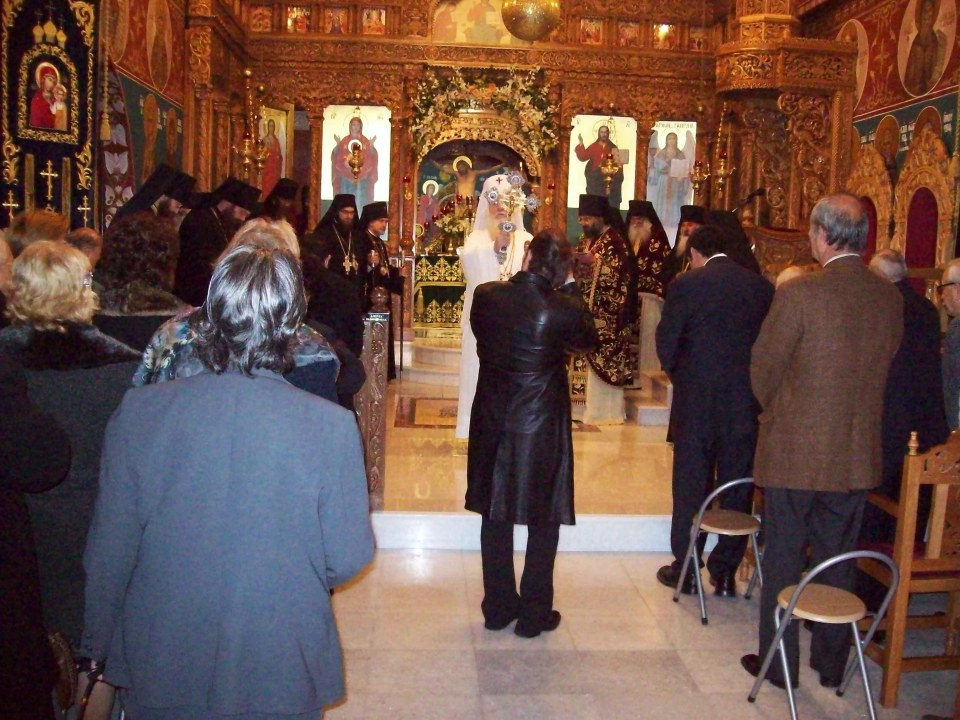
Mitropolita Eulogios Hessler

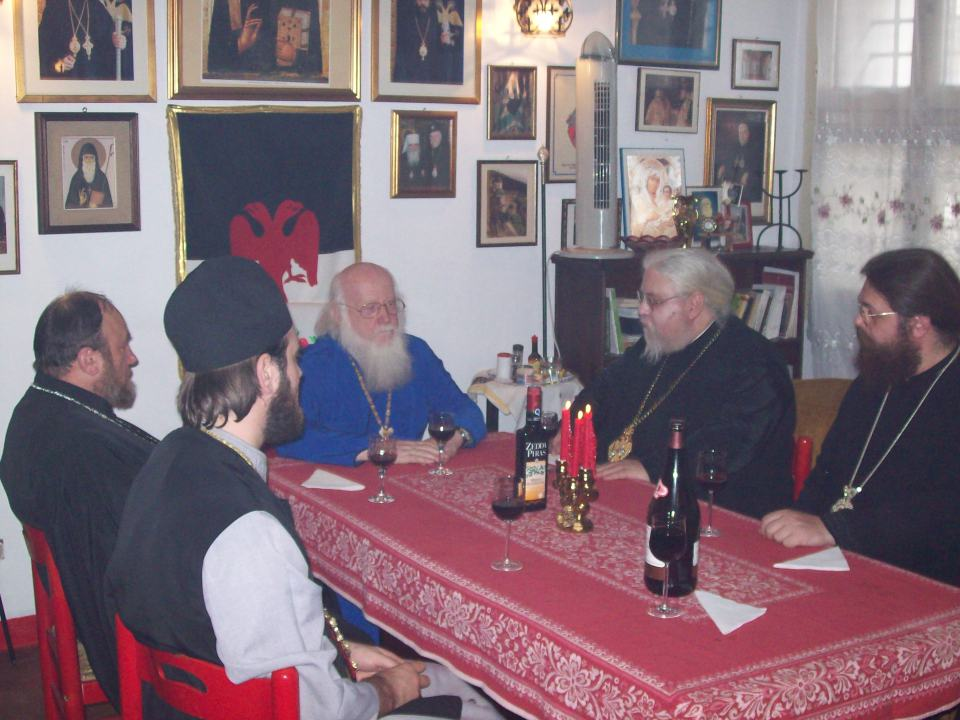
Mitropolitas Eulogios e Angelos e bispos Porfirios e Avondios

O Santo Sínodo de Milão ou Metrópole Ortodoxa Autônoma da Europa Ocidental e América é uma jurisdição ortodoxa não canônica dos Verdadeiros Ortodoxos.
Fundada em 1990, esta Igreja se originou como uma Diocese para a Europa Ocidental da Igreja Ortodoxa Grega do Antigo Calendário do Sínodo do Arcebispo Auxentius (Pastras) (Igreja dos Verdadeiros Cristãos Ortodoxos da Grécia ou Sínodo "Florinita" ) e se proclamou independente em algum momento. A Igreja não é reconhecida por nenhuma Igreja Ortodoxa em todo o mundo, portanto, não está em comunhão com nenhuma delas.
Em 1988 o Senhor Dom João Gabriel é recebido, com toda a Igreja Católica Ortodoxa de Portugal, no seio das Igrejas Canónicas Ortodoxas, pela mão paternal de Sua Santidade o Metropolita Basílio I, de Varsóvia, da Igreja Ortodoxa Autocéfala da Polónia, ao passar a ser uma Província Eclesiástica, com direito de assento no Santo Sínodo da Igreja Ortodoxa Polaca, passando a estar em Comunhão com todas as Igrejas Ortodoxas Canónicas, sem necessidade de ser reconsagrado, pois foi reconhecida a validade da sua Sagração Episcopal. Nesta altura a Igreja Católica Ortodoxa de Portugal era a única Representante da Igreja Ortodoxa Universal, o que hoje já não acontece, visto existirem outras Jurisdições Canónicas Ortodoxas. Porém, desta forma a Igreja do Metropolita Gabriel, não é nem autónoma nem Autocéfala, mas unicamente independente, reconhecendo a Igreja Ortodoxa da Polónia como a sua Igreja Mãe.
Sua Beatitude Dom João Gabriel é o primeiro Ortodoxo em Terras Peninsulares desde o ano 711, sendo por isso o Grande Restaurador da Igreja Ortodoxa em Território Português. A vida austera e rigorosa na Santa Observância, deste homem de Deus, pastor atento ao rebanho a si confiado, foi um verdadeiro exemplo para todos aqueles que privaram com ele, ou que de algum modo o conheceram e o escutaram na Santa Pregação.
O nascimento para os céus do Metropolita Gabriel, em 18 de Janeiro de 1997, deu-se em Comunhão Canónica com a Igreja Ortodoxa da Polónia, como Arcebispo Metropolita Primaz da Província Eclesiástica de Portugal, Espanha e todo o Brasil, deixando mais pobre a Igreja militante, que perdeu o seu Pai, amigo e irmão, mas alegrou-se no Senhor por ter mais um grande intercessor junto do Trono de Deus. 
O fundador e Primaz de longa data dessa jurisdição foi Eulógio Hessler, com o título de Metropolita de Milão e Aquiléia.